# Pero elmonjensis
Pero elmonjensis là một loài bướm đêm trong họ Geometridae.